# Affaire de la joggeuse de Central Park
L'affaire de la joggeuse de Central Park est une affaire criminelle concernant le viol et les graves blessures infligées à Trisha Meili, une Américaine blanche de 28 ans, qui faisait du jogging, ainsi que l'agression de huit autres personnes dans la partie supérieure de Central Park, à Manhattan, dans la nuit du 19 avril 1989. L'agression de Trisha Meili, qui travaillait dans une banque d'investissement, la laisse dans le coma pendant 12 jours et elle en ressort avec de graves séquelles physiologiques et psychologiques. En 1990, The New York Times écrit que cette affaire est l'« un des crimes les plus médiatisés des années 1980 »,.
Ce crime est rapidement présenté dans les médias comme un acte effectué par un gang. La violence et la sauvagerie sont exposées avec le terme wilding, un supposé passe-temps à la mode d'agresser gratuitement les passants dans la rue. Cinq des adolescents arrêtés dans les heures suivant ces agressions passent devant un jury populaire et sont condamnés à des peines de prison. Ils sont connus sous le nom de Central Park Five. Leurs aveux enregistrés ont été l'élément clef de l'affaire. Pourtant, ils ne sont pas les agresseurs de la joggeuse de Central Park. En 2002, Matias Reyes avoue être le seul coupable de l'agression de Trisha Meili. Les cinq de Central Park ont obtenu un dédommagement de la ville de New York à hauteur de 41 millions de dollars.
La série Dans leur regard (2019) s’inspire de l’histoire des cinq jeunes de Central Park.

## Contexte

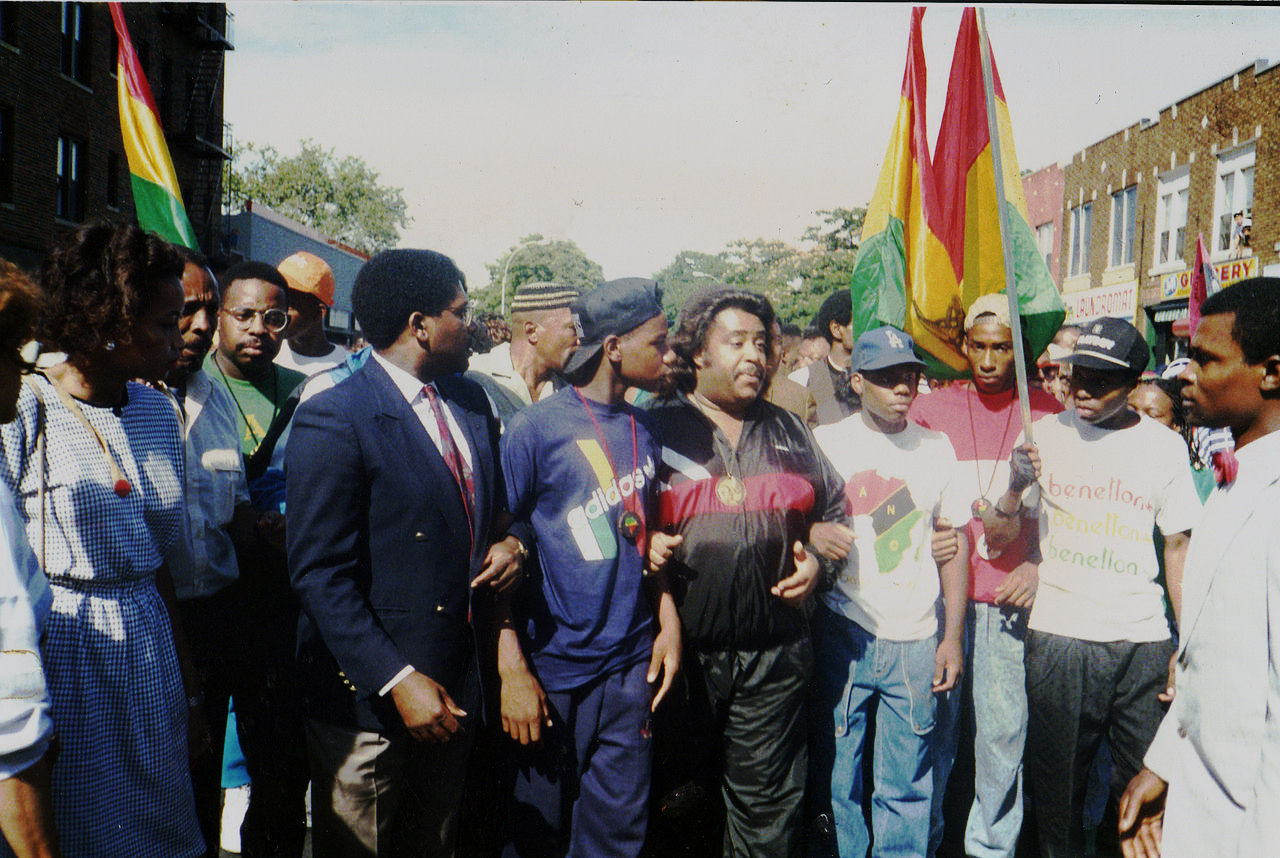
L'année 1989 à New York City est marquée par d'importantes tensions raciales et d'importantes manifestations autour d'affaires judiciaires (ici une foule est réunie par Al Sharpton après le meurtre de Yusef Hawkins).

À la fin des années 1980, la ville de New York est sous tension, les peurs grandissent. Le crack a débarqué quelques années auparavant. Rapidement, il a détruit des familles et fait augmenter la criminalité, le nombre d'homicides atteint un niveau record en 1989. Les tensions raciales sont vives et se cristallisent autour d'affaires judiciaires comme les meurtres de Michael Griffith à Belt Parkway en décembre 1986 puis du jeune Yusef Hawkins, 16 ans, tué à Bensonhurst en août 1989,.
Parallèlement, New York développe dans ses beaux quartiers du centre-ville une culture de l'argent. Deux ans après le krach d'octobre 1987 et la sortie du film Wall Street, la finance prospère sous l'impulsion du président Ronald Reagan. Les écarts de richesse grandissent, accentuant les divisions et les tensions sociales. Donald Trump fait partie des hommes incarnant ce renouveau financier de la Grande Pomme, il fait en janvier 1989 la couverture du magazine Time.
La course pour l'élection municipale prévue en novembre 1989 fait rage entre les démocrates Ed Koch et David Dinkins,. Le maire sortant, Ed Koch, qui brigue un quatrième mandat, n'hésite pas à dire à la télévision que « le système judiciaire criminel ne marche pas ». L'activiste afro-américain Al Sharpton déclare que « New York est désormais la capitale des violences raciales ».

## Faits

### Agression de coureurs et de cyclistes
Le mercredi 19 avril 1989, n'ayant pas de classes le lendemain du fait de vacances de la côte Est des États-Unis, un groupe d'une dizaine de jeunes se retrouvent en bas des tours du Schomburg Plaza pour sortir ensemble, parmi lesquels Raymond Santana et
Kevin Richardson. Le père de Santana a peur que son fils ait des problèmes dans le quartier et lui dit d'aller à Central Park, un endroit réputé plus calme. En direction du parc, le groupe récupère différents amis qu'il croise, comme Korey Wise qui est en train de manger au Kennedy Fried Chicken avec sa petite amie. À l'entrée nord-est de Central Park, les jeunes retrouvent un autre groupe d'une dizaine d'individus de leur âge. Aux environs de 21 h, en descendant dans le parc, le groupe commence à frapper et agresser des passants. Il rencontre d'abord un vieil homme, certains membres le frappent et lui volent un sandwich, puis le tandem de Patty Dean et Gerry Malone qui roule à vive allure, à leur tour agressés et chassés,,. Attaqué à son tour, le coureur David Good approche un officier en scooter pour lui faire part de son agression. Répondant à des appels pour des agressions et vols, des patrouilles de police sont dépêchées sur place vers 21 h 30. Lorsqu'ils aperçoivent ces patrouilles, les jeunes se divisent. Vers 22 h, le coureur John Loughlin est frappé à la tête par derrière avec un tube, au nord du réservoir du parc, il est la dernière personne victime du groupe d'agresseurs.

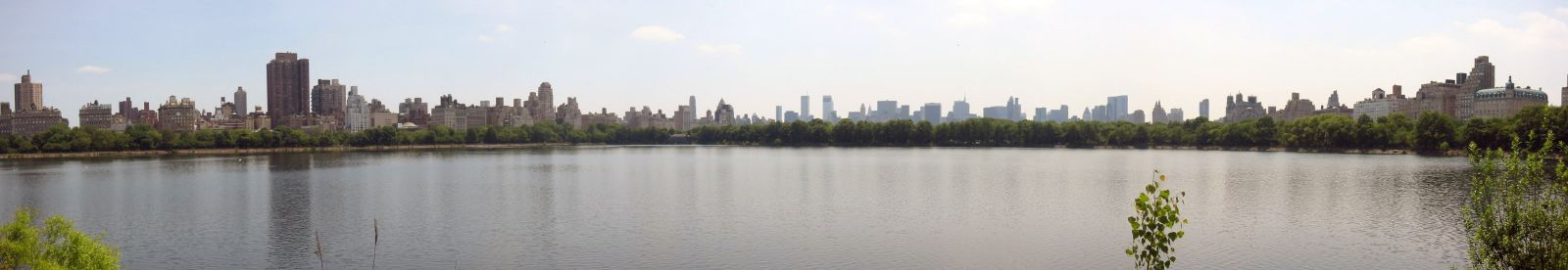
Panorama du Reservoir, un espace d'eau au nord de Central Park, lieu apprécié par les coureurs et les cyclistes new-yorkais.

### Agression de Trisha Meili

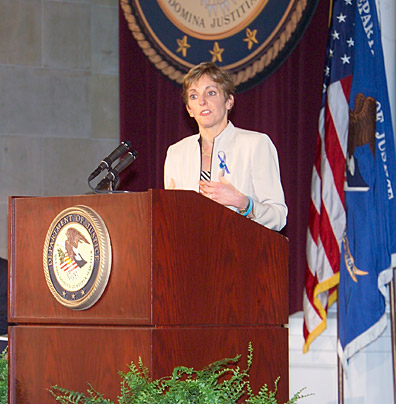
Trisha Meili, la joggeuse de Central Park, en 2005.

Le 19 avril 1989, Patricia Ellen Meili, dite Trisha Meili, banquière d'investissement de 28 ans travaillant pour Salomon Brothers,, quitte son appartement de la 83e rue pour effectuer son jogging à Central Park. À 20 h 55, elle bouscule son voisin James Lansing dans le hall de l'immeuble et ils parlent quelques instants des meilleurs endroits pour courir. Après 21 h, alors qu'elle court au nord du parc, elle est violemment agressée. Frappée par derrière, traînée par terre sur près de 90 mètres, agressée physiquement et sexuellement, violée et battue. L'heure exacte de l'agression n'est pas définie mais elle est estimée entre 21 h 10 et 21 h 15, d'après le lieu de l'agression et le trajet habituel de Trisha Meili, qui court toujours le même circuit de 40 minutes six soirées par semaine. 
Quatre heures plus tard, vers 1 h 30, en pleine nuit, elle est retrouvée par Vinicio Moore, ouvrier de construction sans emploi et Carlos Colon, soudeur, presque entièrement nue, hormis son soutien-gorge, les mains ligotées avec son T-Shirt, la bouche recouverte, pleine de sang et de boue,,. Au moment où elle est trouvée, Trisha Meili a perdu trois quarts de son sang. Les deux hommes trouvent le policier Joseph Walsh qui appelle une ambulance. Cette dernière arrive à 2 h 8. La victime a de nombreuses et importantes blessures : une double fracture cérébrale, des hématomes à la tête, aux bras, aux jambes, à la poitrine ainsi que les coupures. Alors non identifiée, ne pouvant respirer par elle-même, la victime est intubée et emmenée au Metropolitan Hospital. Trisha Meili est placée dans le coma pendant douze jours,,. Lorsqu'elle sort de l'hôpital sept semaines après l'agression, elle est incapable de parler, de lire et de marcher.

## Enquête policière

### Scène du crime

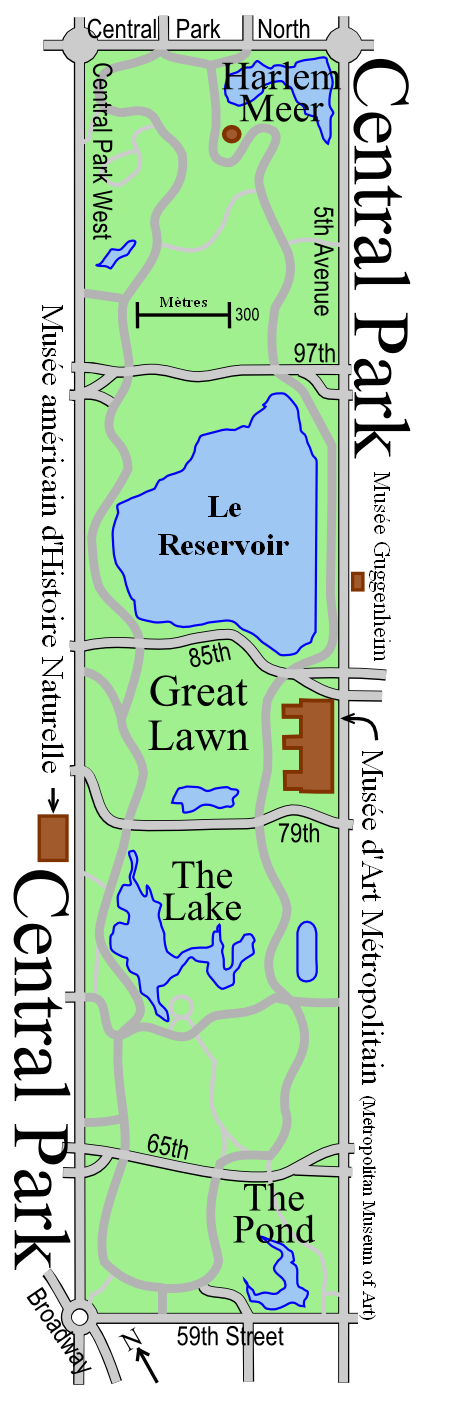
Le plan de Central Park.

La police trouve sur la scène du crime, une zone boisée à l'écart des principales artères de Central Park, une pierre couverte de sang, présumée avoir été utilisée comme arme durant l'attaque de la joggeuse. Au lendemain de l'agression, des traces de l'agression, du sang, sont toujours visibles. 

### Arrestations
Vers 22 h 30 en cette soirée du 19 avril 1989, deux policiers arrêtent tous les jeunes qu'ils ont pu trouver. Notamment Raymond Santana et Kevin Richardson, entre la 110e Rue et Central Park West,,. La police emmenera plus tard Korey Wise, qui a voulu accompagner Yusef Salaam et arrêtera aussi Antron McCray. Tour à tour, ils sont interrogés dans le petit poste de police de Central Park. Après avoir répondu aux questions des policiers, Lamont McCall et Clarence Thomas sont libérés et renvoyés chez eux. Raymond Santana donne un grand nombre des noms de la trentaine de jeunes suspectés d'avoir été dans le groupe impliqué dans les agressions du début de soirée. L'affaire est d'abord mineure avant la découverte de Trisha Meili en pleine nuit. Le lendemain, une vingtaine de jeunes dont Antron McCray, Yusef Salaam sont à leur tour arrêtés et interrogés par les inspecteurs. Korey Wise, quant à lui, se retrouve au poste uniquement parce qu'il décide d'accompagner son ami Yusef Salaam.

### Aveux enregistrés
Après plusieurs heures au commissariat, plusieurs jeunes s'accusent les uns les autres. Des parents, dont certains ne parlent pas anglais, sont éloignés des salles d'interrogatoire. Peu de membres des familles des jeunes connaissent la justice, ils ne demandent pas la présence d'un avocat. C'est en raison de la promesse de rentrer chez eux après leur confession que plusieurs adolescents auraient accusé les autres membres de leur groupe. 
Cinq adolescents sont particulièrement impliqués par les policiers : Raymond Santana, Kevin Richardson, Antron McCray, Yusef Salaam et Korey Wise. Quatre d'entre eux signent et enregistrent devant la caméra des aveux détaillés. Yusef Salaam s'y soustrait après l'intervention de sa mère Sharonne,.
Dans sa confession enregistrée, Korey Wise déclare : « C'est mon premier viol. Écoutez, je n'ai jamais fait ça auparavant et ce sera la dernière fois que je le fais »,. Lorsque les policiers questionnent Kevin Richardson à propos d'une égratignure sous son œil gauche, il déclare que la victime l'a attrapé au visage. Antron McCray affirme : « J'ai commencé à la frapper et tout, et elle est à terre. Tout le monde est en train de la piétiner »,. Raymond Santana accuse les autres jeunes : « Antron s'attardait sur ses vêtements et Lopez levait ses bras » avant de déclarer l'avoir lui-même agressée au niveau de ses seins.
Néanmoins, plusieurs détails ne coïncident pas avec les constatations. McCray déclare que la joggeuse avait un short bleu alors qu'elle porte un pantalon de course noir. Il affirme qu'elle courait autour du réservoir alors qu'elle a été agressée à plusieurs centaines de mètres de celui-ci. Korey Wise déclare que la blessure à la tête fait suite à une attaque au couteau avant d'être repris par l'interrogatrice, et déclare que Kevin Richardson a pris une pierre et l'a frappée avec. Ce dernier change constamment de version, rendant son interrogatoire difficile.

### Version de la police
Avouant d'abord que le lien entre les premières agressions et celle de la joggeuse n'est pas évident, la police déclare rapidement que l'agression de la joggeuse a eu lieu à 22 h par au moins douze jeunes. Après les interrogatoires et aveux des adolescents, la police communique publiquement le nom de sept jeunes identifiés comme agresseurs de la joggeuse de Central Park : 
- Raymond Santana, 15 ans, élève au Junior High School 117,
- Kevin Richardson, 14 ans, élève Jackie Robinson High School,
- Steve Lopez, 15 ans, élève du Northview Technical,
- Antron McCray, 15 ans, élève du Career Academy Junior High School,
- Yusef Salaam, 15 ans, élève du Rice High School,
- Korey Wise, 16 ans, élève du Stevenson High School,
- Clarence Thomas, 14 ans, élève du Creative Learning Community[8].

Par ailleurs, la police inculpe cinq jeunes dont Santana, Lopez et Richardson pour la première agression du coureur. Alors qu'elle ne diffuse habituellement pas les noms de mineurs accusés de crimes, la police new-yorkaise fait exception en évoquant la violence et l'importance de l'agression.

### « Crime du siècle »

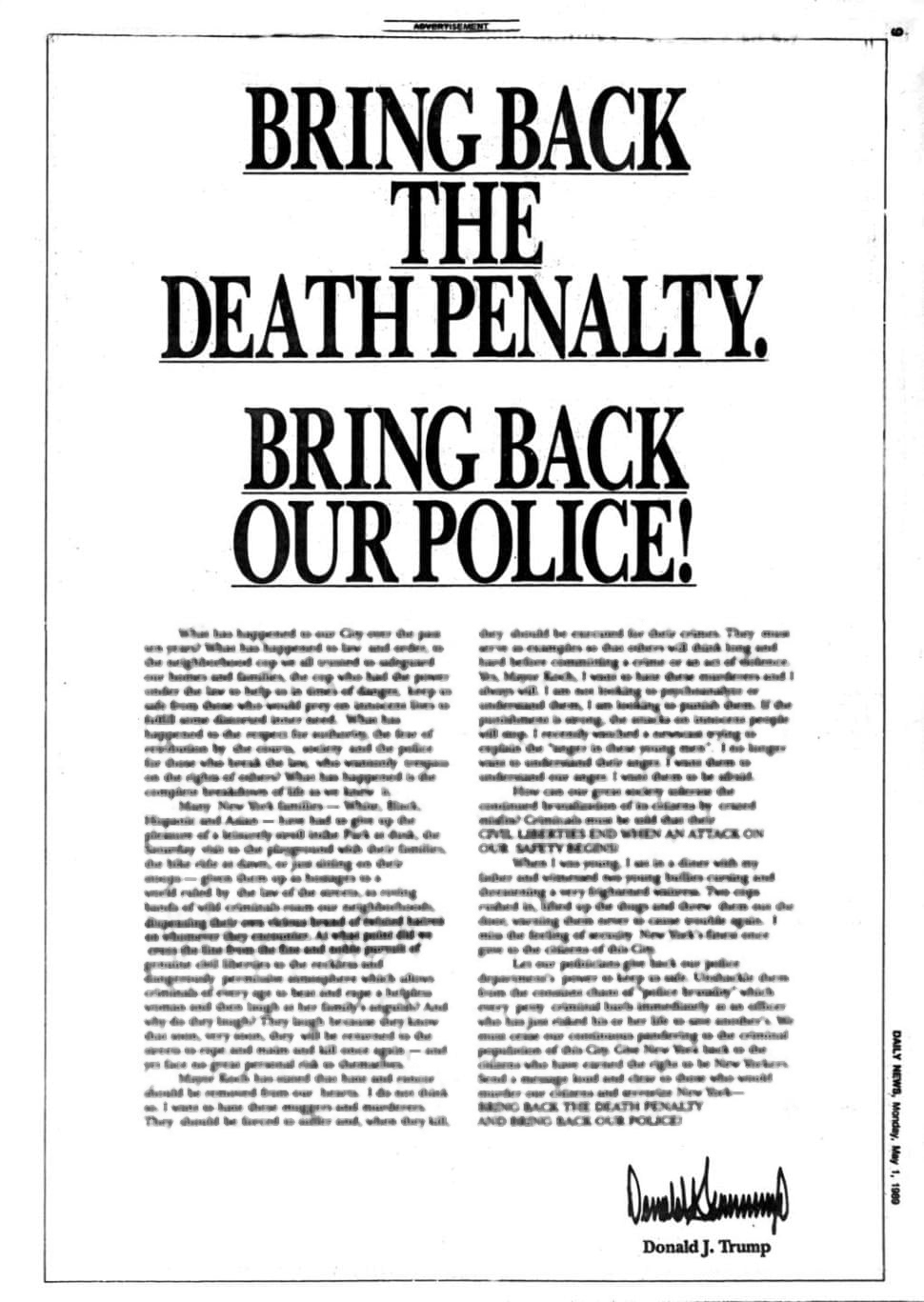
Donald Trump demande dans les principaux journaux new-yorkais le retour de la peine de mort.

Le directeur des policiers Robert Colangelo déclare à la presse que les agressions ne sont ni liées à l'argent, ni à la race, ni à la drogue, ni à l'alcool mais à un passe-temps appelé wilding (à partir de wild, sauvage en français). Les médias reprennent ce terme pour désigner un phénomène d'agressions de bande de jeunes. Alors que la joggeuse est toujours entre la vie et la mort, son agression fait les gros titres de la presse. Convaincue par les aveux des accusés, une large majorité des médias fait fi de la présomption d'innocence et présente les accusés en coupables sans l'utilisation du moindre conditionnel. Le New York Daily News ou encore The New York Times évoquent « une meute de loups ».
Le 1er mai 1989, l'homme d'affaires new-yorkais Donald Trump demande dans les principaux journaux new-yorkais le retour de la peine de mort avec des publicités en pages pleines. Interrogé par Larry King sur CNN quelques jours après ces publicités, Trump confirme et déclare : « Le problème dans notre société est que la victime n'a absolument aucun droit et que le criminel a d'incroyables droits »,. Ultérieurement, Donald Trump refuse de s'excuser sur l'opération malgré l'innocence prouvée des cinq accusés,.
Dans le documentaire de Ken Burns intitulé The Central Park Five, le maire de New York de l'époque, Ed Koch affirme : « C'était pour tout le monde, pas seulement pour moi, le crime du siècle »,.

## Procès

### Premier procès
Le premier procès concerne trois des cinq accusés : Yusef Salaam, Antron McCray et Raymond Santana. Il débute le 16 juillet 1990. Ce premier procès est marqué par la révélation de la non-correspondance des tests ADN effectués avec les accusés et par le poignant témoignage à la barre de la victime, pendant douze minutes. Les trois jeunes hommes plaident non coupable, Yusef Salaam prenant même la parole pour nier tout rôle dans ce crime, malgré les protestations de ses avocats. Le 18 août 1990, les trois accusés sont acquittés du chef d'inculpation de tentative de meurtre mais sont condamnés pour viol, agression, vol, émeutes et attaques sur la joggeuse et les autres plaignants. Le jury délibère pendant dix jours avant de rendre son verdict. Les trois adolescents sont condamnés au maximum autorisé pour des jeunes, 5-10 années chacun dans un centre correctionnel pour jeunes.

### Deuxième procès
Le deuxième procès suit le premier et concerne les deux autres accusés : Kevin Richarson et Korey Wise. Tous deux sont également condamnés à une peine de prison. Korey Wise, âgé de 16 ans au moment du crime, est le seul à intégrer une prison pour adultes. Après l'annonce du verdict, il crie au procureur : « Vous allez payer pour ça, Jésus va vous avoir. Vous avez tout fabriqué »,.

## Aveux de Reyes
En 2002, Matias Reyes, déjà en prison pour quatre viols et le meurtre d'une femme enceinte, confesse être le seul et unique agresseur de l'affaire de la joggeuse de Central Park. L'ADN correspond à ce nouveau suspect. Dans un premier temps, ces aveux n'innocentent pas les cinq jeunes condamnés mais permettent la réouverture de l'enquête. En août, la défense des accusés en fait la demande sur le fondement de ces deux éléments nouveaux. 

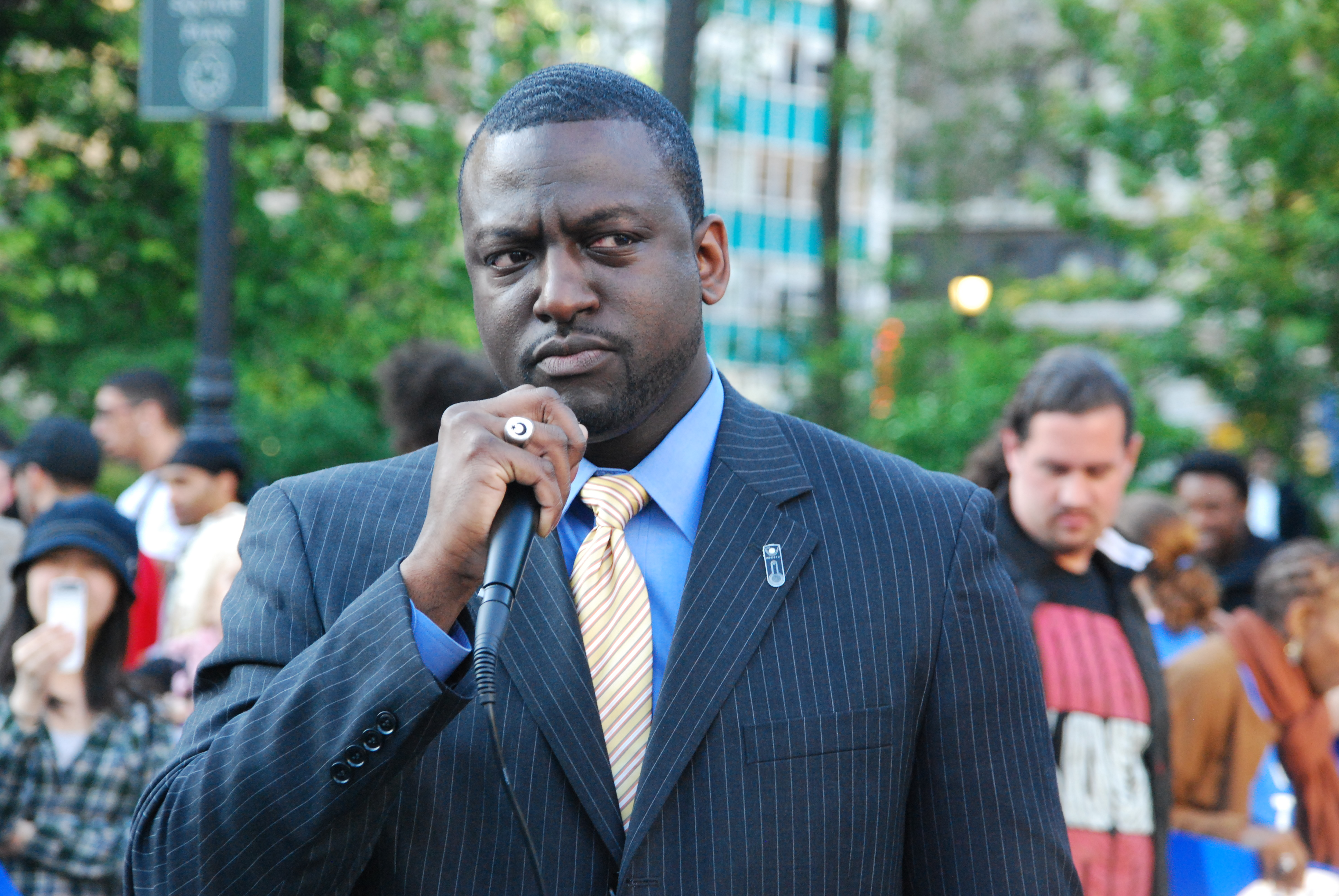
Yusef Salaam en 2009.

La nouvelle enquête de police entraîne l'interrogation de deux des condamnés, d'une douzaine de témoins et des anciens enquêteurs entre autres. Les confessions des cinq jeunes et la chronologie des événements soulèvent des questionnements. Alors qu'ils sont censés attaquer la joggeuse, le groupe des jeunes est vu au même moment à un autre endroit du parc. L'étude des confessions au regard des nouveaux éléments fait apparaître de nombreuses contradictions, sur les lieux, les vêtements de la victime et les détails du crime. Dans le même temps, l'enquête lie Reyes à huit affaires de viols dans une période de sept mois, y compris un le 17 avril, deux jours avant l'affaire des 5 de Central Park.
Le soir du crime, Matias Reyes est interpellé dans un faux taxi jaune par deux policiers en civil qui le reconnaissent car Reyes travaille dans une bodega en face du commissariat. Après lui avoir demandé s'il avait vu quelque chose, les deux membres des forces de l'ordre le laissent quitter le parc.
Plus de dix ans après les aveux de Reyes, les « cinq de Central Park » obtiennent réparation des années d'emprisonnement pour un crime qu'ils n'ont pas commis. Le juge fédéral américain Ronald Ellis approuve le versement de 41 millions de dollars. Le montant est réparti de la manière suivante, 12,25 millions de dollars pour Korey Wise et 7,125 millions de dollars pour les quatre autres condamnés à tort et plaignants : Antron McCray, Kevin Richardson, Yusef Salaam et Raymond Santana. Le maire de New York Bill de Blasio salue cette décision : « une action de justice qui aurait dû intervenir depuis longtemps pour ces cinq hommes. Grâce à l'accord d'un juge fédéral, nous pouvons enfin classer cette affaire et ces cinq hommes et leurs familles commencer à guérir leurs blessures et aller de l'avant ».

## Évocation de l'affaire dans des œuvres
- Dans leur regard, mini-série diffusée en 2019
- Central Park Five, opéra composé en 2014-2019 par Anthony Davis
- Mes coups seront mes mots, Ibi Zoboi et Yusef Salaam, Gallimard jeunesse, 2021 (ce récit fictif en vers libre fait référence à cette affaire vécue par Yusef Salaam)

### Note
1. ↑  Kharey Wise changera plus tard son prénom pour Korey Wise.

### Citations originales
1. ↑  (en) « one of the most widely publicized crimes of the 1980s ».
2. ↑  (en) « This is my first rape. Listen, I never did this before, this is gonna be my last time doing it ».
3. ↑  (en) « I start hitting her and stuff and she's on the ground. Everybody's stomping on everything ».
4. ↑  (en) « Antron was going for her clothes and Lopez was pulling on her arms ».
5. ↑  (en) « The problem with our society is the victim has absolutely no rights and the criminal has unbelievable rights ».
6. ↑  (en) « It was for everybody, not just me, the crime of the century ».
7. ↑  (en) « You’re going to pay for this. Jesus is going to get you. You made this up ».

### Vidéographie
- (en) The Central Park Five, documentaire de Ken Burns, 2012, 119 minutes.
- (en) « One Night in Central Park », épisode de l'émission 20/20, mai 2019, 81 minutes [vidéo].
- Dans leur regard, mini-série de quatre épisodes réalisée par Ava DuVernay, mai 2019.